# Chryseida aequalis
Chryseida aequalis is een vliesvleugelig insect uit de familie Eurytomidae. De wetenschappelijke naam is voor het eerst geldig gepubliceerd in 1862 door Walker.